# Hoffmannia pustulata
Hoffmannia pustulata är en måreväxtart som beskrevs av John Duncan Dwyer. Hoffmannia pustulata ingår i släktet Hoffmannia och familjen måreväxter.
Artens utbredningsområde är Panamá. Inga underarter finns listade i Catalogue of Life.